# Pericoma incompleta
Pericoma incompleta és una espècie d'insecte dípter pertanyent a la família dels psicòdids que es troba a Centreamèrica: la Zona del Canal de Panamà.